# Juan Moneva y Puyol
Juan Moneva y Puyol (Pollos, 21 d'agost de 1871 - Saragossa, 7 de juliol de 1951) fou un jurista i polític aragonès.

## Vida i obra
Fill de pares aragonesos, nasqué per casualitat a Castella, però passà la vida a Saragossa. Fou catedràtic de dret canònic a la Universitat de Saragossa. Dedicà una part de les seves publicacions al dret foral, que defensà davant del dret comú. S'interessà per temes catalans i aprengué la llengua. Tingué amistat amb diversos intel·lectuals catalans, entre els quals Eduard Toda a qui secundà en la iniciativa de la restauració de Poblet. Fou nomenat membre corresponent de l'Acadèmia de Bones Lletres de Barcelona (1901) i de la secció de ciències l'Institut d'Estudis Catalans (1950) així com de nombroses acadèmies espanyoles: Academia Española de la Lengua, de Bellas Artes de San Fernando i de Ciencias Morales y Políticas i d'altres.

### Obres
- De la conservació i foment de l'art cristià (191-?) [Manuscrit 507 de la Biblioteca Pública Episcopal del Seminari de Barcelona]